# Monopetalotaxis
Monopetalotaxis is een geslacht van vlinders uit de familie wespvlinders (Sesiidae), onderfamilie Sesiinae.
Monopetalotaxis is voor het eerst wetenschappelijk beschreven door Wallengren in 1859. De typesoort is Monopetalotaxis wahlbergi.

## Soorten
Monopetalotaxis omvat de volgende soorten:
- Monopetalotaxis candescens (Felder, 1874)
- Monopetalotaxis chalciphora Hampson, 1919
- Monopetalotaxis doleriformis (Walker, 1856)
- Monopetalotaxis luteopunctata de Freina, 2011
- Monopetalotaxis pyrocraspis (Hampson, 1910)